# محافظة أربيل
محافظة أربيل (بالكردية: پارێزگای ھەولێر) هي إحدى المحافظات الواقعة في شمال العراق. كانت مدينة أربيل عاصمة لمنطقة الحكم الذاتي الذي منح للأكراد حسب بيان 11 آذار الذي اعترفت الحكومة العراقية بموجبه بالحكم الذاتي للأكراد عام 1970م. وتعتبر في الوقت الحالي عاصمة أقليم كردستان العراق الذي تشكل في أعقاب حرب الخليج الأولى عام 1991.
وتقع محافظة أربيل في شمال العراق تحدها من الشمال تركيا ومن الشرق إيران وتبلغ مساحتها (13165) كم مربع وتقع المحافظة ضمن السهول ذات مناخ انتقالي بين البحر المتوسط والمناخ الصحراوي وتتميز بالبرودة الشديدة وانخفاض معدل الرطوبة، واعتبرت أربيل العاصمة الصيفية للعراق في زمن النظام السابق، وذلك لأهميتها التاريخية عبر العصور ولكونها مركزا ثقافيا وحضاريا موثرا في شمال العراق.

## التاريخ

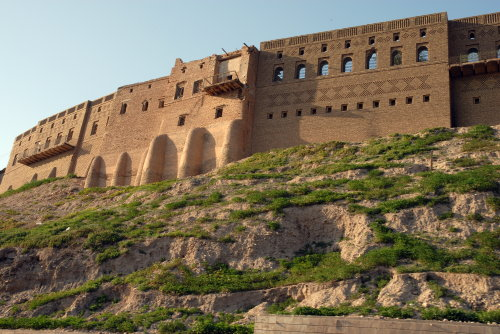
قلعة أربيل

يعود تاريخ بناء مدينة أربيل إلى أكثر من 7 الآف عام، ولا يعرف بالضبط من بناها، ويعود أصل تسميتها التاريخية على ما يرجح إما إلى السومريين أو إلى تسمية الآشوريين للمدينة "أربا ايلو" أي أربعة آلهة لأنه كان يوجد على القلعة معبد فيه أربع الهة، وهي كتابة وجدت في المدونات الآشورية، وحدثت معركة (كوكميلا) الفاصلة بين الاسكندر المقدوني والملك الفارسي دارا الثالث، ويعتقد أن المعركة حدثت أمام قلعة أربيل في شمالي المدينة بـكيلومترين، وعاش فيها ملوك كبار مثل صلاح الدين الأيوبي وكانت في العهد الآشوري مركزا للعبادة، وكان الآشوريين يقدسون أربيل. ووصل المسلمون العرب إلى أربيل وما يجاورها في زمن خلافة عمر بن الخطاب في عام 32 هـ بقيادة عتبة بن فرقد ويوجد في ضواحي أربيل أكثر من 110 تلّا" وموقعا أثريّا يرجع تاريخها إلى عصور موغلة في القدم في العصر الحجري وحتى بداية العصر الإسلامي ومن أهم المعالم الأثرية قلعة أربيل وتل قاليجاغاو (المنارة) يعتقد أنها بنيت في عصر الأتابك (مظفر الدين كوكبورو) المشهور بسلطان مظفر وهو زوج رابعة أخت القائد صلاح الدين الأيوبي.

## التقسيمات الإدارية

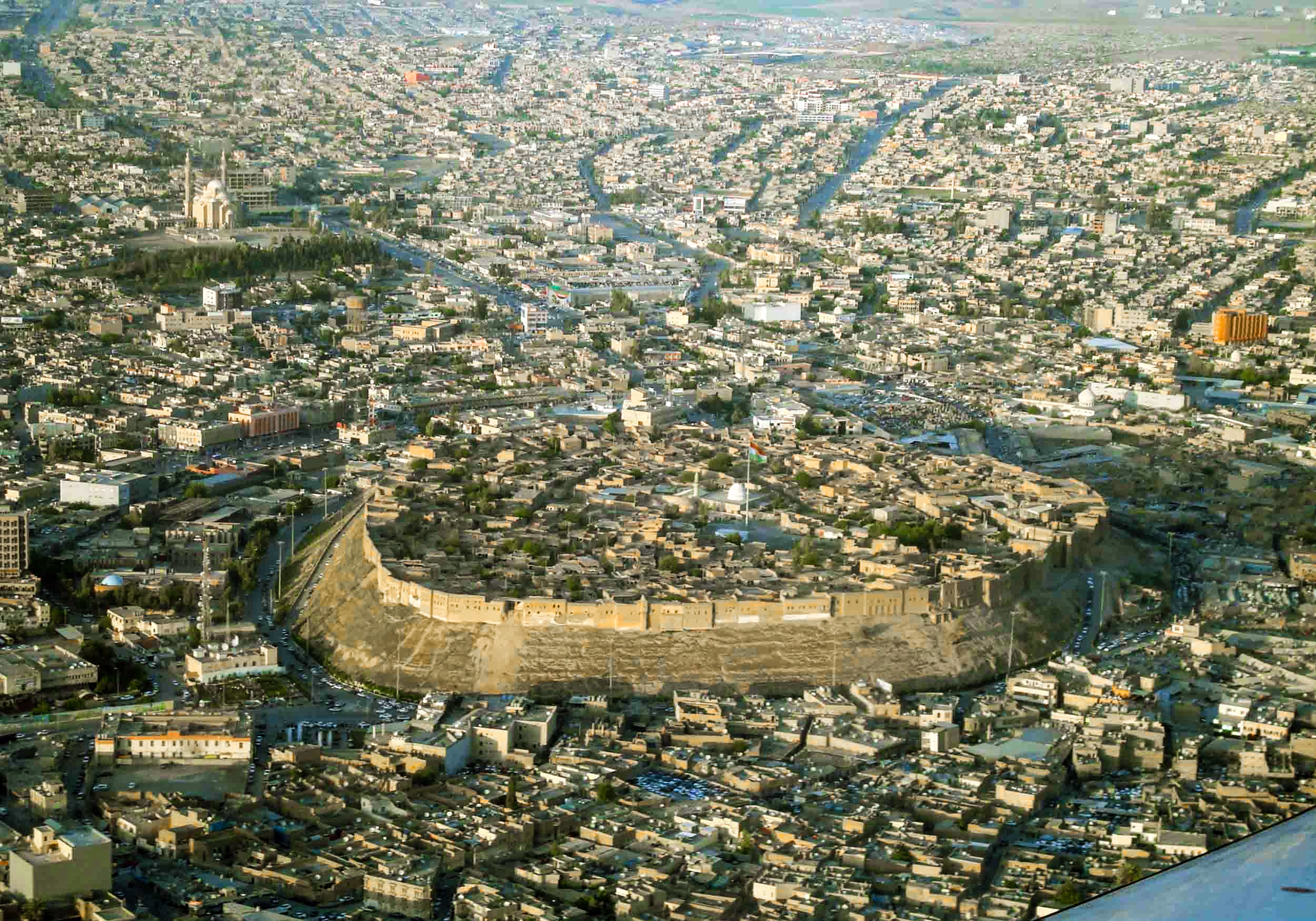
منظر لمركز المدينة في بداية الربيع

تتالف محافظة أربيل حسب التقسيم الإداري من 7 أقضية تتبعها إحدى عشرة ناحية. والأقضية الخمسة هي:
- قضاء كويه أو كويسنجق 76 كلم شرق أربيل، يتبعه ناحية طقطق 20 كلم جنوبا، وناحية (شورش) ديكة لة 30 كلم غرب القضاء وكذلك تشكيل جديد باسم ناحية ئاشتى وسيكردان.
- قضاء رواندز أنزل إدارياً من قضاء إلى ناحية في زمن النظام السابق، وينتظر أن يستعيد مكانته الإدارية كقضاء، وكانت مدينة رواندز عاصمة للباشا محمد الكبير المعروف بالباشا الأعور لعدالته.
- قضاء سوران بنواحيها دياناو سيدكان هذا القضاء كان بديلاً لقضاء رواندز ومعروفا باسم قضاء الصديق بعد تهميش رواندز، وديانا كانت في الأصل قرية يسكنها المسيحيون حيث اسم (ديان) في اللغة الكردية يعني(المسيحي). حولت بمرسوم برقم التشريع: 653 إلى ناحية سنة 1962[9]
- قضاء شقلاوة وناحية سربن (صلاح الدين) وناحية خليفان وناحية حرير
- قضاء ميركه سور بناحية بارزان وشيروان مازن.
- قضاء الكلك ويتبعها ناحية رزكارى وهنجيروك.
- قضاء سهل أربيل ومرزها قصبة بنصلاوة ويتبعها ناحيتا كسنزان ودارة تو.

## مساجد أربيل
تحتوي أربيل على الكثير من المساجد ومن أشهر مساجدها جامع جليل الخياط، وجامع المنارة، وجامع حاج جودت رفعت الأسعدي.

## السكان
مقالة رئيسية: سكان العراق 
يذكر إحصاء أجرته سلطات الانتداب البريطاني قبل أبريل/نيسان عام 1920م أن مجموع سكان لواء أربيل (محافظة أربيل حالياً) كان 106 ألف نسمة. ويوجد بها مختلف الطوائف من مسلمين ومسيحيين غيرها. بينما يتجاوز عدد السكان حاليا عدد 1٫712٫000.

## السياحة

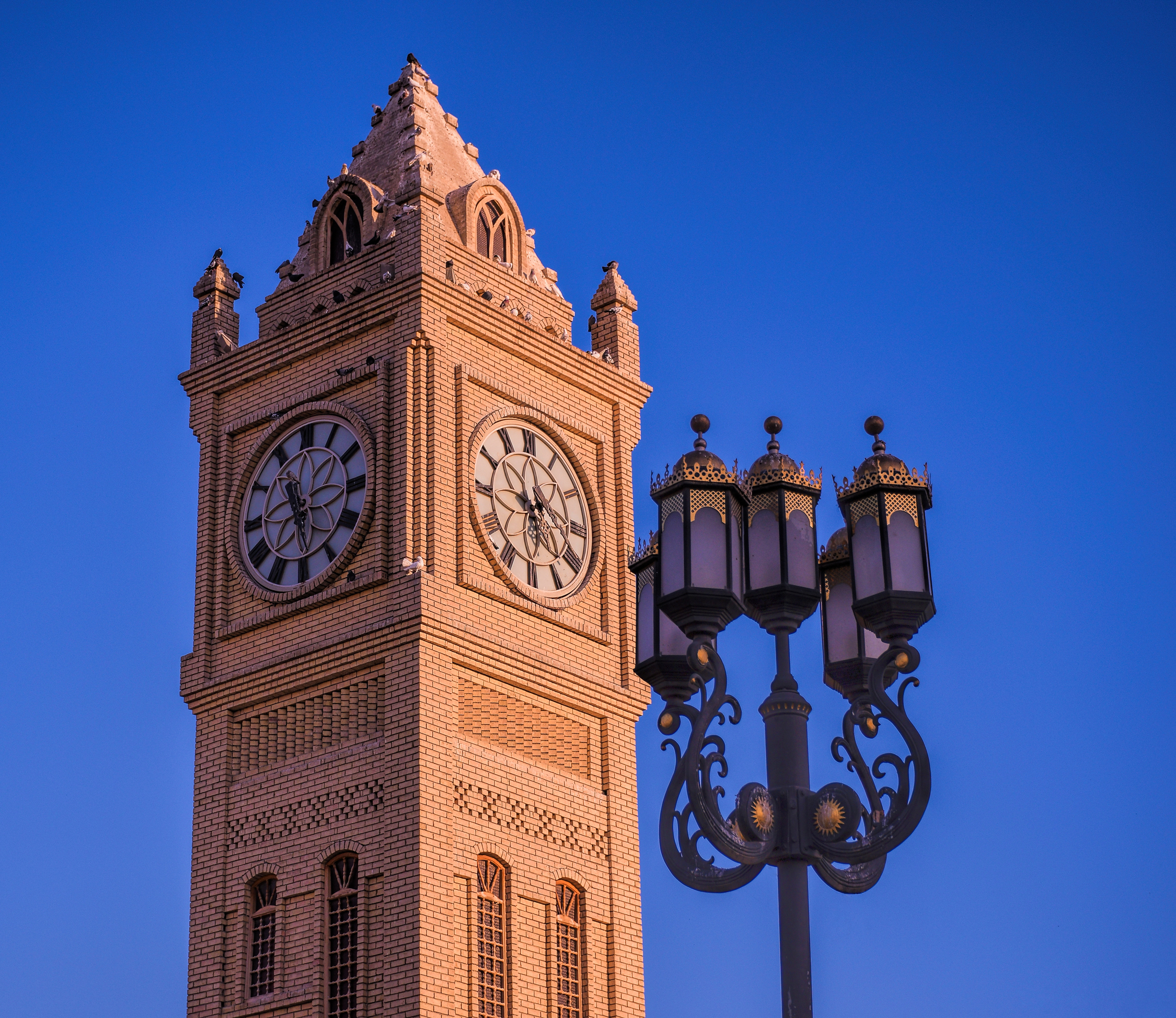
برج ساعة أربيل

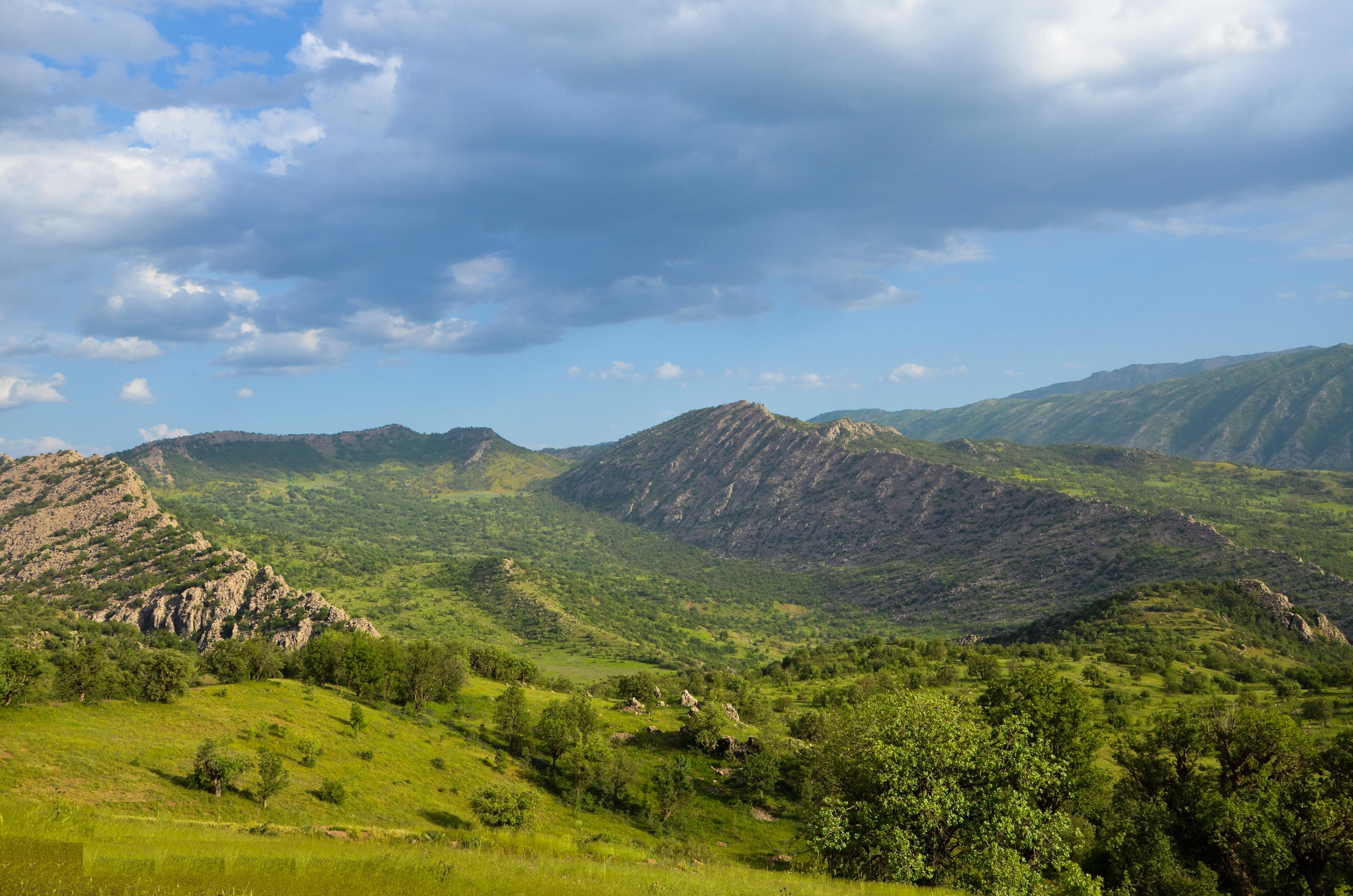
بندرو في عام 2013

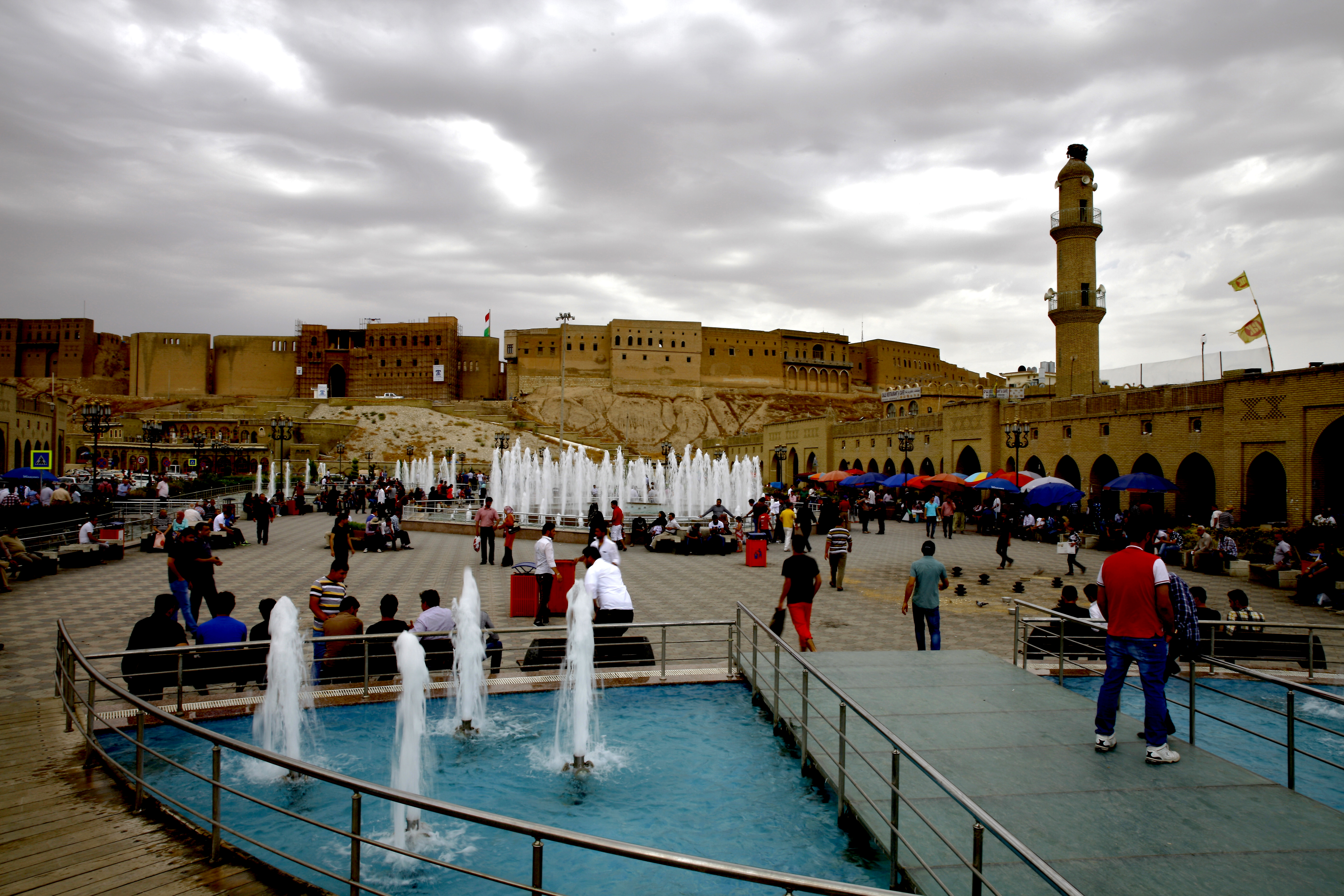
قلعة أربيل الأثرية

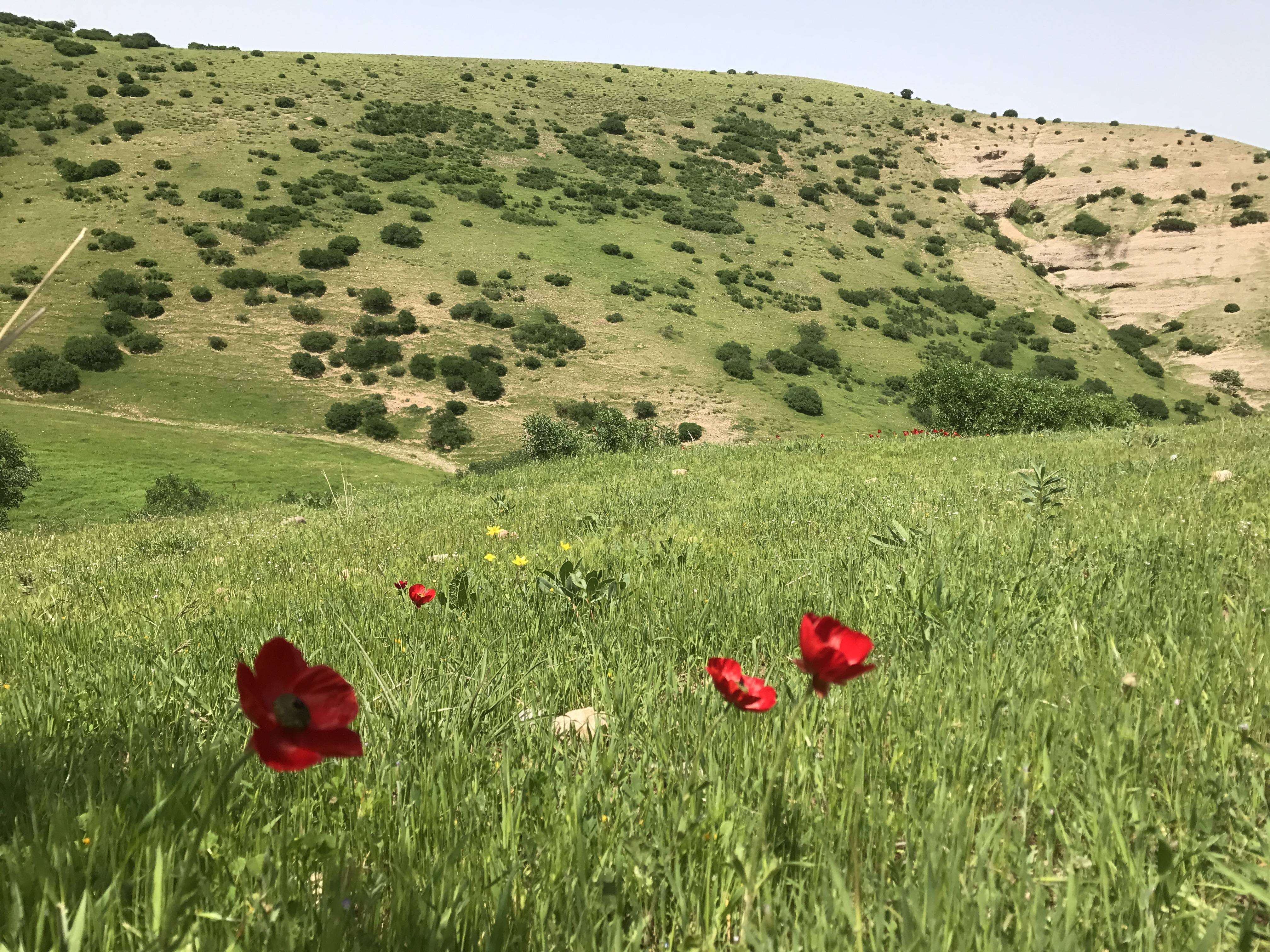
مصيف هنارة في أربيل

في محافظة أربيل عدد من المصايف الجميلة من أبرزها شقلاوة، صلاح الدين، جنديان، بيخال، ملكان، دلوبة، هيران وحاج عمران وجومان.

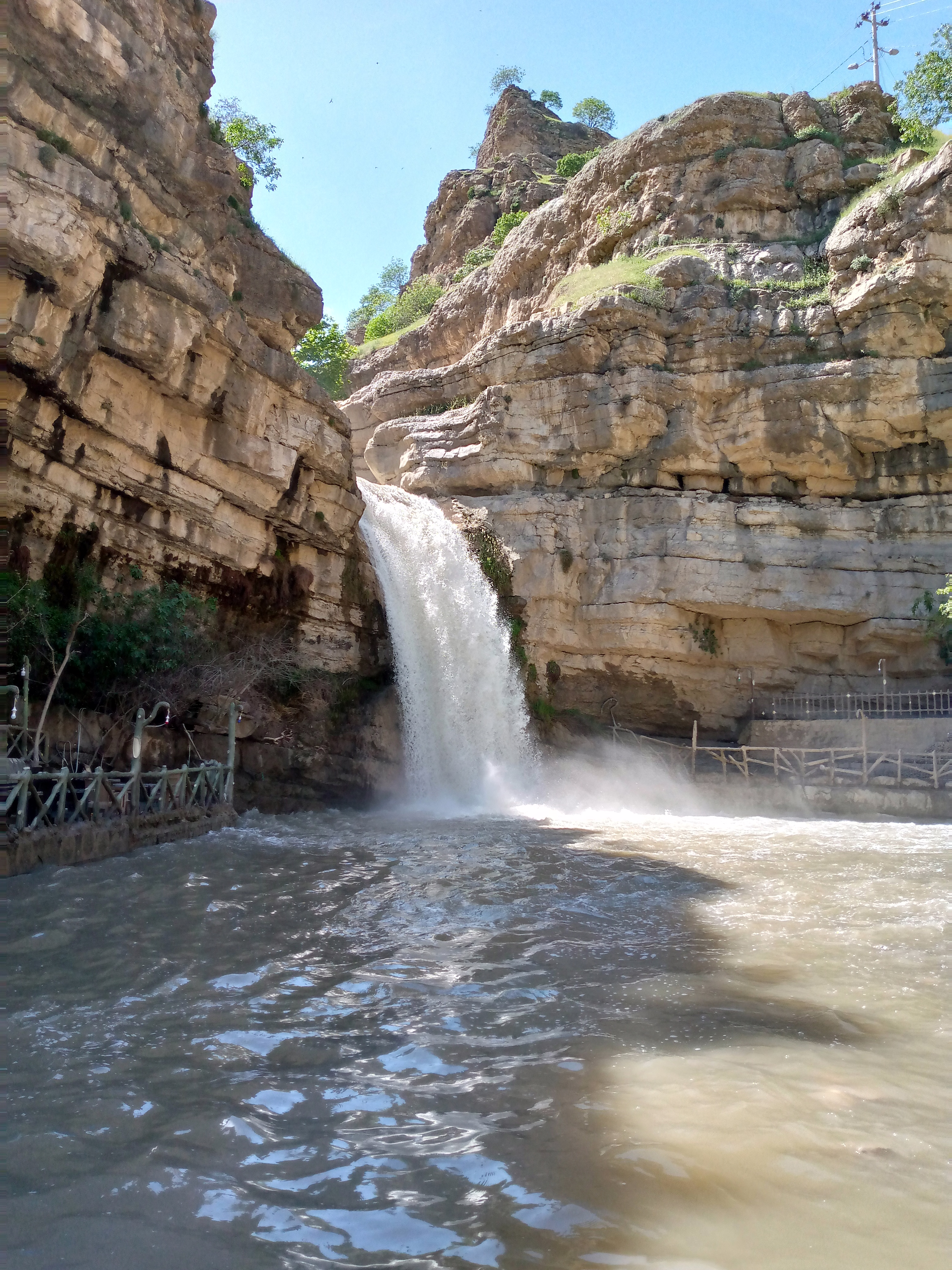
شلال كلي علي بك 2023

## متاحف مدينة أربيل
- متحف أربيل الحضاري
- متحف وأرشيف تربية أربيل
- متحف المنسوجات الكردية (أربيل)
- متحف الأحجار الكریمة في قلعة أربيل
- متحف القلعة (أربيل)
- متحف التراث السریاني في أربيل

## أهم معالمها الأثرية
- قلعة أربيل
- المنارة المظفرية